# Сулейман Лаєк
Сулейман Лаєк (12 жовтня 1930 , Пактика, Королівство Афганістан  — 31 липня 2020 , Німеччина ) — афганський поет і політичний діяч. Президент Академії наук ДРА. Член Народно-демократичної партії Афганістану, член її ЦК з 1980 року. Член Революційної Ради Демократичної Республіки Афганістан. Переклав мовою пушту «Заповіт» Т. Шевченка (факсимільний переклад вміщено в журналі «Всесвіт», 1974, № 3). Окремі вірші Лаєка перекладено українською мовою.

## Біографія
Навчався у богословському коледжі, закінчив літературний коледж 1957 року. Протягом 1957—1968 років обіймав різноманітні посади у державних ЗМІ. У 1960-х роках редагував центральний орган НДПА — газету «Парчам» («Прапор»).
Старша сестра Лаєка була одружена з одним з лідерів муджахедів Сібгатуллою Моджадеді. В уряді Н. М. Таракі Лаєк обіймав посаду міністра радіо і телебачення.
Після 1992 року з сім'єю емігрував до Німеччини. Повернувся в Афганістан з введенням туди військ США.

## Творчість
Твори пише мовами пушту і дарі. Автор збірок поезій «Чунгар» (1962), «Намет кочовика» (1976), «Спогади й поля» (1978). Учасник конференцій письменників Азії і Африки. Бував у Києві.